# محمد العبطة
محمد إبراهيم جاسم العبطة هو محام عراقي شغل منصب وزير العمل والشؤون الاجتماعية في وزارة عبد الرحمن البزاز الثانية سنة 1966، وكان قومي التوجه. كما كان مدرسا لمادة الاجتماعيات في المدرسة.
كان عضوا في حزب الاستقلال، وفاز في انتخابات مجالس البلديات سنة 1954.
دافع عن عبد السلام عارف أمام المحكمة العسكرية العليا الخاصة، يوم أحيل إليها في شهر كانون الأول 1958.
كما كان أخوه محمود العبطة أديبا ومحاميا وقاضيا.